# اداره کلانتری شهرستان لس آنجلس
اداره کلانتری شهرستان لس آنجلس (انگلیسی: Los Angeles County Sheriff's Department) یک سازمان اجرای قانون است که به شهرستان لس‌آنجلس، کالیفرنیا خدمت‌رسانی می‌کند. اداره کلانتری شهرستان لس آنجلس بزرگ‌ترین اداره کلانتری در ایالات متحده و سومین آژانس بزرگ پلیس محلی در ایالات متحده، پس از اداره پلیس نیویورک و اداره پلیس شیکاگو است. اداره کلانتری شهرستان لس آنجلس تقریباً ۱۸۰۰۰ کارمند دارد، که شامل ۹۹۱۵ معاون کلانتر و ۹۲۴۴ عضو قسم‌خورده می‌شود. این اداره گاهی اوقات با اداره پلیس لس‌آنجلس با نام مشابه اما جداگانه، که خدمات اجرای قانون را در شهر لس‌آنجلس، که مرکز شهرستان لس‌آنجلس است، ارائه می‌دهد، اشتباه گرفته می‌شود، اگرچه هر دو اداره مرکزی خود را در مرکز شهر لس‌آنجلس دارند.
سه مسئولیت اصلی این اداره ارائه خدمات پلیس شهری در شهرستان لس‌آنجلس، امنیت دادگاه برای دادگاه عالی شهرستان لس‌آنجلس و خدمات مسکن و ترابری زندانیان در سیستم زندان‌های شهرستان است. علاوه بر ارائه خدمات پلیس شهری به جوامع ثبت نشده در شهرستان لس‌آنجلس، این اداره دارای ترتیبات قراردادی برای ارائه خدمات پلیس به ۴۲ شهر از ۸۸ شهر مستقل در شهرستان لس‌آنجلس است. اداره کلانتری شهرستان لس آنجلس همچنین قراردادهایی برای ارائه خدمات پلیسی به سازمان ترابری کلانشهر لس‌آنجلس و مترولینک دارد.
در سال ۲۰۲۱، تأیید شد که از دهه ۱۹۷۰، باندهای جداگانه متعددی از معاونان کلانترها در اداره کلانتری شهرستان لس آنجلس فعالیت داشته‌اند. این باندها «در حین انجام وظیفه، الگویی از رفتار را در پیش گرفته‌اند که عمداً قانون یا اصول اساسی پلیس حرفه‌ای را نقض می‌کند»، از جمله تبعیض نژادی، خشونت پلیس، فساد پلیس و سایر سوء رفتارها.